# ماسیسی
ماسیسی (به لاتین: Masisi) یک منطقهٔ مسکونی در جمهوری دموکراتیک کنگو است که در کیوو شمالی واقع شده‌است. ماسیسی ۶٬۵۰۲ نفر جمعیت دارد و ۱٬۶۵۱ متر بالاتر از سطح دریا واقع شده‌است.